# Jekaterina Konstantinowna Sawadowskaja
Jekaterina Konstantinowna Sawadowskaja (russisch Екатерина Константиновна Завадовская; * 10. Apriljul. / 23. April 1913greg. in Tomsk; † 12. März 2004 ebenda) war eine sowjetische bzw. russische Physikerin und Hochschullehrerin.

## Leben
Sawadowskajas Vater Konstantin Nikolajewitsch Sawadowski war Mediziner und lehrte an der Staatlichen Universität Tomsk (TGU) und am Medizinischen Institut Tomsk. Sie studierte an der TGU in der Physikalisch-Mathematischen Fakultät mit Abschluss 1936. Darauf war sie wissenschaftliche Mitarbeiterin des Sibirischen Physikalisch-Technischen Instituts an der TGU und verteidigte 1941 ihre Dissertation über die Impulsfestigkeit einer Isolation unter gleichzeitiger statischer Spannung mit Erfolg für die Promotion zur Kandidatin der physikalisch-mathematischen Wissenschaften.
Ab April 1941 arbeitete Sawadowskaja im Industrie-Institut Tomsk (mehrfache Namenswechsel, seit 1991 Polytechnische Universität Tomsk (TPU)) als Dozentin am Lehrstuhl für Hochspannungstechnik und dann am Lehrstuhl für Elektroisolations- und Kabeltechnik. Sie verteidigte 1955 ihre Doktor-Dissertation über die elektrische Festigkeit  ionischer Dielektrika und die Kristallgitterenergie mit Erfolg für die Promotion zur Doktorin der physikalisch-mathematischen Wissenschaften. Die Ernennung zur Professorin erfolgte 1960 (erste Professorin an dieser Hochschule). Sie gründete und leitete dann das Laboratorium für die Untersuchung der physikalischen Eigenschaften ionischer Verbindungen, das später das Forschungsinstitut für Strahlungsphysik wurde.
Am 9. Februar 1997 wurde Sawadowskaja zum Ehrenmitglied der Akademie für Elektrotechnische Wissenschaften der Russischen Föderation gewählt.
Sawadowskaja war mit dem Physiker Alexander Worobjow verheiratet und hatte die Söhne Wladimir (* 1936, Bauingenieur) und Sergei (1944–1992, Physiker).

## Ehrungen, Preise
- Medaille „Für heldenmütige Arbeit im Großen Vaterländischen Krieg 1941–1945“